# Открытый чемпионат Уэльса по снукеру
Открытый чемпионат Уэльса (англ. Welsh Open) — профессиональный рейтинговый снукерный турнир. Предшественником этого турнира был Welsh Professional Championship. Когда Welsh Professional перестал проводиться, в 1992 году в расписание мэйн-тура был введён рейтинговый Welsh Open. Причина замены турнира была связана с приходом многих небританских игроков. До 2003 года чемпионат назывался Regal Welsh Open, с 2004 по 2009 — просто Welsh Open. 

## История
Первый валлиский профессиональный чемпионат по снукеру провели ещё в 1927 году. Но до нового турнира прошло 50 лет. В 1977 единственные два профессиональных снукериста из Уэльса, Рэй Риардон и Дуг Маунтджой, встретились в финале турнира, который выиграл Риардон, 12:8. Несмотря на то, что это состязание спонсировал Уильям Хилл, успеха он не имел, и официально чемпионат в Уэльсе назначили только в 1980 году.
Турнир, спонсируемый маркой «Woodpecker», прошёл в Эббу-Вейл, а в его финале вновь встретились Риардон и Маунтджой, на этот раз победа досталась Дугу. Эти двое попеременно выигрывали турнир до 1984 года. Всё поменялось в 1985: новое место, Абертиллери, новые спонсоры, фирма «ВСЕ», и новый чемпион — Терри Гриффитс, он же выиграл турнир и через год. В 1987 чемпионат переехал в Ньюпорт Центр, там снова победил Маунтджой. Три года менялись спонсоры, пока не пришли «Senator Windows». Гриффитс выиграл свой третий титул, Маунтджой — пятый, но к этому списку в 1990 добавилось новое имя: Даррен Морган.
Несмотря на то, что после 1989 года WPBSA объявила, что больше не будет поддерживать турниры такого уровня, в Уэльсе, в отличие от других стран, нашлись собственные спонсоры, что позволило чемпионату продолжаться. В 1991 году пришли новые спонсоры, «Regal», а Даррен Морган успешно защитил свой титул. Впрочем, история всё же получила завершение: «Regal» начали спонсировать новый валлийский рейтинговый турнир под названием Welsh Open, который проводился в том же Ньюпорт-Центре, а профессиональный чемпионат Уэльса по снукеру больше не проводили. Даррен Морган был финалистом в 1992, но победил Стивен Хендри, для которого этот титул стал 13-м рейтинговым из его 36-и.
Хендри, Стив Дэвис, Кен Доэрти, Марк Уильямс и Пол Хантер выиграли по два титула Welsh Open. В 1999 Ронни О’Салливан сделал, тогда единственный, 147-очковый брейк на турнире, однако в следующем сезоне Барри Пинчес сделал ещё один, в квалификации. Первым трёхкратным победителем Welsh Open стал Стивен Хендри. Валлийские игроки не достигали успеха на этом турнире с тех пор, как его переименовали в «Open», единственным исключением стал Марк Уильямс с его победами в 1996 и 1999 годах.
После ухода из снукера табачных компаний Welsh Open в 2004 проходил без спонсорства, впрочем, это не помешало Ронни О’Салливану показать великолепную игру в финале, где он победил ветерана Стива Дэвиса. О’Салливан сохранил титул в 2005 году, победив в контровой партии Стивена Хендри.
В 2006 году, по странному совпадению, все игроки, которых прочили в фавориты турнира до его начала, отсеялись в первых раундах, и в финале неожиданно для всех оказались Стивен Ли и Шон Мёрфи. Мёрфи, чемпион мира 2005 года, очень хотел записать на свой счёт и второй рейтинговый титул, однако Ли доминировал весь матч и выиграл его, 9:4.
Не менее неожиданным оказался и финал Welsh Open 2007, в котором встретились австралиец Нил Робертсон, уже успевший выиграть в том сезоне Гран-при, и игрок из квалификации Эндрю Хиггинсон, поразивший всех прекрасной игрой. Он же сделал третий максимальный брейк, зафиксированный на Welsh Open в матче 1/8 финала против Али Картера. Финальный матч проходил с переменным успехом, и его исход решился контровой партией, в которой победа досталась Робертсону. По иронии, призовые победителя оказались меньше, чем проигравшего, так как Хиггинсон в дополнение к 17 000 фунтам финалиста получил также 20 000 фунтов за сделанные 147, так что общая сумма его «заработка» составила 37 000 фунтов (против 35 000 фунтов победителя).
В сезоне 2007/2008 в финале Welsh Open встретились Марк Селби и Ронни О’Салливан. Оба игрока в сезоне были на подъёме: О’Салливан уже сыграл в финале турнира Гран-при 2007 и выиграл Чемпионат Великобритании 2007, Селби стал первым победителем 2008 года, выиграв престижнейший пригласительный турнир Уэмбли Мастерс. По ходу матча, казалось, победителем неминуемо станет О’Салливан, однако Селби продемонстрировал свою фирменную выдержку и умение сохранять спокойствие и сосредоточенность, сравняв счёт и выиграв контровую партию.
В сезоне 2008/09 в финале Welsh Open Алистер Картер выиграл у Джо Свэйла со счётом 9:5, и завоевал свой первый рейтинговый титул. В 2010 в финале встретились Картер и Джон Хиггинс, победа со счётом 9:4 и 21-й рейтинговый титул достались Хиггинсу. На следующий год Джон сумел защитить титул благодаря победе над Стивеном Магуайром.
Начиная с Welsh Open 2011 был изменён формат проведения турнира: матчи квалификации, 1/16 и 1/8 финала — игры до 4 побед, четвертьфиналы — до 5, 1/2 — до 6 и финал — до 9 побед. Такие изменения были связаны с тем, что на арене, где проходит турнир, был убран один игровой стол.
29 апреля 2015 года руководитель снукера Барри Хирн объявил, что соревнование под названием Welsh Open пройдет в 2016 году в Кардиффе, Уэльс, и будет одним из четырёх турниров, входящих в серию Home Nations Series, в которую войдут также еще три турнира — Scottish Open, English Open и Northern Ireland Open.

## Победители
| Год                              | Чемпион          | Финалист         | Счёт             | Сезон            |
| Regal Welsh Open                 | Regal Welsh Open | Regal Welsh Open | Regal Welsh Open | Regal Welsh Open |
| -------------------------------- | ---------------- | ---------------- | ---------------- | ---------------- |
| 1992                             | Стивен Хендри    | Даррен Морган    | 9:3              | 1991/92          |
| 1993                             | Кен Доэрти       | Алан Макманус    | 9:7              | 1992/93          |
| 1994                             | Стив Дэвис       | Алан Макманус    | 9:6              | 1993/94          |
| 1995                             | Стив Дэвис       | Джон Хиггинс     | 9:3              | 1994/95          |
| 1996                             | Марк Уильямс     | Джон Пэррот      | 9:3              | 1995/96          |
| 1997                             | Стивен Хендри    | Марк Кинг        | 9:2              | 1996/97          |
| 1998                             | Пол Хантер       | Джон Хиггинс     | 9:5              | 1997/98          |
| 1999                             | Марк Уильямс     | Стивен Хендри    | 9:8              | 1998/99          |
| 2000                             | Джон Хиггинс     | Стивен Ли        | 9:8              | 1999/00          |
| 2001                             | Кен Доэрти       | Пол Хантер       | 9:2              | 2000/01          |
| 2002                             | Пол Хантер       | Кен Доэрти       | 9:7              | 2001/02          |
| 2003                             | Стивен Хендри    | Марк Уильямс     | 9:5              | 2002/03          |
| Welsh Open                       |                  |                  |                  |                  |
| 2004                             | Ронни О'Салливан | Стив Дэвис       | 9:8              | 2003/04          |
| 2005                             | Ронни О'Салливан | Стивен Хендри    | 9:8              | 2004/05          |
| 2006                             | Стивен Ли        | Шон Мёрфи        | 9:4              | 2005/06          |
| 2007                             | Нил Робертсон    | Эндрю Хиггинсон  | 9:8              | 2006/07          |
| 2008                             | Марк Селби       | Ронни О'Салливан | 9:8              | 2007/08          |
| 2009                             | Алистер Картер   | Джо Свэйл        | 9:5              | 2008/09          |
| 2010                             | Джон Хиггинс     | Алистер Картер   | 9:4              | 2009/10          |
| 2011                             | Джон Хиггинс     | Стивен Магуайр   | 9:6              | 2010/11          |
| 2012                             | Дин Цзюньхуэй    | Марк Селби       | 9:6              | 2011/12          |
| 2013                             | Стивен Магуайр   | Стюарт Бинэм     | 9:8              | 2012/13          |
| 2014                             | Ронни О'Салливан | Дин Цзюньхуэй    | 9:3              | 2013/14          |
| 2015                             | Джон Хиггинс     | Бен Вулластон    | 9:3              | 2014/15          |
| 2016                             | Ронни О'Салливан | Нил Робертсон    | 9:5              | 2015/16          |
| Welsh Open (Home Nations Series) |                  |                  |                  |                  |
| 2017                             | Стюарт Бинэм     | Джадд Трамп      | 9:8              | 2016/17          |
| 2018                             | Джон Хиггинс     | Барри Хокинс     | 9:7              | 2017/18          |
| 2019                             | Нил Робертсон    | Стюарт Бинэм     | 9:7              | 2018/19          |
| 2020                             | Шон Мёрфи        | Кайрен Уилсон    | 9:1              | 2019/20          |
| 2021                             | Джордан Браун    | Ронни О'Салливан | 9:8              | 2020/21          |
| 2022                             | Джо Перри        | Джадд Трамп      | 9:5              | 2021/22          |
| 2023                             | Роберт Милкинс   | Шон Мёрфи        | 9:7              | 2022/23          |
| 2024                             | Гэри Уилсон      | Мартин О'Доннелл | 9:4              | 2023/24          |
| 2025                             | Марк Селби       | Стивен Магуайр   | 9:6              | 2024/25          |